# Liparetrus finitimus
Liparetrus finitimus är en skalbaggsart som beskrevs av Britton 1980. Liparetrus finitimus ingår i släktet Liparetrus och familjen Melolonthidae. Inga underarter finns listade i Catalogue of Life.